# Aulnay-sur-Iton
 Aulnay-sur-Iton  es una población y comuna francesa, en la región de Alta Normandía, departamento de Eure, en el distrito de Évreux y cantón de Évreux-Ouest.

## Demografía
| 466 | 425 | 482 | 529 | 544 | 590 |
| Para los censos de 1962 a 1999 la población legal corresponde a la población sin duplicidades (Fuente: INSEE [Consultar]) |     |     |     |     |     |